# Parepimelitta barriai
Parepimelitta barriai là một loài bọ cánh cứng trong họ Cerambycidae.